# ارتم بیلی
ارتم بیلی (اوکراینی: Артем Костянтинович Білий؛ زادهٔ ۳ اکتبر ۱۹۹۹) بازیکن فوتبال اهل اوکراین است.